# Pseudamia
Pseudamia és un gènere de peixos pertanyent a la família dels apogònids.

## Taxonomia
- Pseudamia amblyuroptera (Bleeker, 1856)[2]
- Pseudamia gelatinosa (Smith, 1955)[3]
- Pseudamia hayashii (Randall, Lachner & Fraser, 1985)[4]
- Pseudamia nigra (Allen, 1992)[5]
- Pseudamia rubra (Randall & Ida, 1993)[6]
- Pseudamia tarri (Randall, Lachner & Fraser, 1985)[4]
- Pseudamia zonata (Randall, Lachner & Fraser, 1985)[7][8][9][10][11][12]